# European Rugby Challenge Cup
L'European Rugby Challenge Cup è un torneo di "rugby a 15" (o "rugby union") che dal 1996 si disputa annualmente tra club delle nazioni di Francia, Galles, Inghilterra, Irlanda, Scozia, Italia e Sudafrica più rappresentanti dei paesi di seconda fascia (negli anni hanno partecipato squadre di Georgia, Russia, Portogallo, Romania e Spagna). In principio era denominata "European Conference", successivamente divenne "European Shield" cambiò nome in European Challenge Cup nella stagione 2002-03 ed assunse l'attuale denominazione European Rugby Challenge Cup dalla stagione 2014-15.
È stata anche chiamata, per ragioni legate agli sponsor, Parker Pen Shield dal 2001 al 2003, Parker Pen Challenge Cup dal 2003 al 2005 e Amlin Challenge Cup dal 2009 al 2014.
L'European Rugby Challenge Cup è da considerarsi la seconda competizione europea di rugby per club, dopo l'European Rugby Champions Cup.

## Partecipanti
Il numero, la scelta e i paesi delle squadre partecipanti è cambiato negli anni.
Dall'edizione 2014-15 la Challenge Cup è aperta a 20 squadre, selezionate secondo il seguente criterio:
- le 18 squadre non qualificate alla Champions cup della English Premiership, del Top 14 e del United Rugby Championship. Per la English Premiership e il Top14 la partecipazione è definita in base alle partecipanti al campionato in corso, sono escluse quelle che l'anno precedente sono scese nella divisione inferiore e partecipano quelle che sono state promosse; è inclusa la perdente dello spareggio per partecipare alla Champions Cup tra le settime classificate dei due campionati.
- le 2 squadre vincenti la Qualifying Competition.

Alla Qualifying Competition partecipano diverse squadre dei campionati minori, alla fine della competizione si qualificano 2 team che completano il quadro della competizione. Le 2 finaliste del torneo vengono qualificate alla European Rugby Challenge Cup dell'anno successivo. Dal 2014 ad oggi hanno preso parte al torneo squadre provenienti da Italia, Romania, Russia, Georgia, Germania, Spagna, Portogallo e Belgio. 
Dal 2017 le squadre vincitrici dei play-off disputano una partita nello stadio della finale delle competizioni europee maggiori e determinare il campione della terza competizione continentale.

## Formula
Così come il numero delle partecipanti anche la formula è variata nel tempo.
Dall'edizione 2014-15 le 20 squadre sono divise in cinque gironi all'italiana.
Sono qualificate alla fase ad eliminazione diretta le prime classificate di ciascun girone e le tre migliori seconde.
Nella fase a gironi vengono assegnati 4 punti per la vittoria, due in caso di parità, uno punto bonus per chi segna 4 o più mete e un punto bonus per chi perde l'incontro con meno di 8 punti di svantaggio.

## Storia

### 1996-1999: Il dominio francese
L'European Challenge Cup fu fondata nel 1996 in alternativa all'Heineken Cup, fondata nel 1995. La competizione era formata da 24 club provenienti da Italia, Inghilterra, Francia, Romania, Scozia e Galles, divisi in quattro gironi da sei squadre ciascuno. Nella prima edizione, del 1996-97, tutte le sette squadre francesi approdarono ai quarti di finale, insieme agli inglesi del Northampton Saints. La finale fu tra due squadre francesi, il Bourgoin e il Castres Olympique. Ebbe la meglio il Bourgoin, che vinsero per 18 a 9 allo Stade de la Méditerranée a Béziers, in Francia, davanti ad un pubblico di 10.000 persone.
Nella stagione 1997-98 la competizione fu allargata a 32 squadre, divise in otto gironi da quattro squadre ciascuno. Il Colomiers continuò il dominio francese, approdando in finale, dove allo Stade des Sept Deniers di Tolosa, davanti a 12.500 persone, sconfisse l'Agn 43 a 5.
Nella stagione 1998-99, il ritiro dalla competizione delle squadre inglesi e scozzesi, ridimensionò l'European Challenge Cup a 21 club, divisi in tre gironi da sette squadre. Quell'anno vide la partecipazione di rappresentative nazionali della Spagna e del Portogallo. Ancora una volta, nella finale allo Stade de Gerland di Lione, davanti ad un pubblico di 31.986 persone, si scontrarono due club francesi. A trionfare questa volta però fu il Montferrand, che sconfisse per 35 a 16 il Bourgoin.
Nell'edizione 1999-2000, ci fu il ritorno alla competizione da parte dei club inglesi e scozzesi, ma non partecipò il portogallo; si tornò a 28 squadre divise in sette gironi da quattro squadre ciascuno. Gli inglesi del London Irish e del Bristol raggiunsero la semifinale, ma ancora una volta furono due club francesi a raggiungere la finale. La finale fu giocata a Tolosa, allo Stade des Sept Deniers, davanti a 6.000 persone, e vide trionfare la Section Paloise, sul Castres per 34 a 21.

### 2000-2009: Il dominio inglese
La formula della competizione non cambiò nel 2000-01 anche se nessuna squadra rumena partecipò a quella edizione. Le due semifinali furono una tra due squadre francesi e una tra due squadre inglesi; gli Harlequins e il Narbonne arrivarono in finale dove gli Harlequins vinsero 27–26 ai tempi supplementari interrompendo così la sequenza di vittorie francesi.
Al torneo del 2001-02 parteciparono 32 squadre divise in 8 gironi da 4, per la prima volta parteciparono 2 club spagnoli e tornò una rappresentanza rumena. Nessuna squadra francese raggiunse le semifinali. Alla finale partecipò per la prima volta un club gallese, Pontypridd che perse con gli inglesi del Sale Sharks 25–22 at the Kassam Stadium in Oxford.
Nel 2002-03 le squadre partecipanti rimasero 32 ma il torneo fu solo ad eliminazione diretta, la finale fu tra due squadre inglesi, i Wasps sconfissero i Bath 48-30 .
Al torneo del 2003-04 parteciparono 28 club; non parteciparono le squadre gallesi, quell'anno in Galles c'era stata la creazione delle squadre regionali che aveva portato il numero delle squadre professionistiche da 8 a 5 tutte ammesse alla champion cup, ne' quelle rumene. Vinse per la seconda volta l'Harlequins battendo in finale 27-26 il Montferrand.
Nel 2004-05 la formula non cambio' e la vittoria andò' di nuovo ad una squadra inglese i Sale Sharks che batterono in finale una francese il Pau.
L'anno successivo cambio' ancora la formula le squadre scesero a 20 divise in 5 gironi da 4, le vincitrici e le migliori seconde passarono alla fase ad eliminazione diretta. Ritornò una rappresentativa rumena, București Rugby costruita proprio per rappresentare la Romania nelle coppe europee, ma non parteciparono squadre spagnole e portoghesi. Vinse Gloucester battendo in finale London Irish 36-34 ai tempi supplementari.
Nel 2006-07 il dominio inglese fu interrotto dalla vittoria del Clermont che vinse in finale 22-16 con il Bath.
L'anno successivo una squadra spagnola, l'El salvador, tornò a partecipare al torneo; il titolo tornò agli inglesi che vinsero proprio con il Bath che batté in finale 24-16 un'altra squadra inglese il Worcester.
Nel 2008-09 fu il Northampton a vincere sui francesi del Bourgoin-Jallieu per 15-3 in una gara decisa solo dai calci piazzati.

### 2010-2014: La partecipazione delle migliori escluse della Heineken Cup
Nel 2009-10 cambiò la formula, il torneo rimase a 20 squadre divise 5 gironi da 4 ma alla fase ad eliminazione diretta passarono solo le prime dei gironi a cui si aggiunsero le migliori tre eliminate della prima fase di Heineken Cup. A vincere il torneo fu proprio una delle squadre provenienti dalla Heineken Cup il Cardiff Blues che fu anche la prima squadra gallese ad aggiudicarsi la coppa. L'anno successivo la finale fu vinta per la terza volta dall'Harlequins sui francesi dello Stade français.
Il torneo del 2011-12 fu dominato dalle squadre francesi, tutte le semifinaliste provenivano da quel paese. La finale fu vinta Biarritz, che proveniva dalla Heineken Cup, per 21 a 18 sul Tolone. 
Anche l'anno successivo la vittoria andò ad una squadra proveniente dalla Heineken Cup il Leinster, che fu anche la prima squadra irlandese a vincere la coppa.
Nel torneo del 2013-14 la vittoria andò di nuovo ad una squadra inglese proveniente dalla Heineken Cup il Northampton che in finale vinse 30-16 sul Bath alla sua quarta finale.

### La European Rugby Challenge Cup
Dopo una discussione sulla riorganizzazione delle coppe la European Challenge Cup cambiò la formula e il nome diventando European Rugby Challenge Cup così come la Heineken Cup diventò European Rugby Champions Cup.
La nuova formula prevede la partecipazione di 18 squadre provenienti dalla English Premiership, dal Top 14 e dal Pro12 e due da un torneo di qualificazione. La squadra vincitrice della coppa si qualifica per l'edizione successiva della European Rugby Champions Cup.
Al torneo di qualificazione del 2014-15 parteciparono 4 squadre 2 italiane, una rumena e per la prima volta una georgiana; si qualificarono il București Rugby e il Rovigo.
Il primo torneo con questa formula vide per la prima volta in finale una squadra scozzese, l'Edimburgo, che però perse contro il Gloucester al suo secondo titolo.
Al torneo di qualificazione del 2015-16 parteciparono 8 squadre 4 italiane, una rumena, una russa, una spagnola e una portoghese, si qualificarono il Calvisano e l'Enisej-STM.
L'edizione 2015-2016 è posticipata a novembre per la coppa del mondo 2015. La fase a gironi si conclude con l'inedito secondo posto delle Zebre che sfiorano la qualificazione ai quarti. In finale giungono Harlequins e Montpellier che per la prima volta si aggiudica la competizione.
Tramite il Qualifying Competition, torna nell'edizione 2016-17 un club rumeno, il Timișoara, insieme all'Enisej-STM. In finale allo Stadio di Murrayfield lo Stade français di Sergio Parisse batté Gloucester 25-17.
La stagione successiva vi prendono parte per la prima volta due taem russi, l'Enisej-STM e il Krasnyj Jar (proprio il Krasnyi Jar è riuscito nell'impresa di battere i campioni in carica dell'Stade français alla prima giornata).
Alla finale di Bilbao giungono Cardiff Blues e Gloucester, inglesi nuovamente battuti e gallesi che tornano campioni dopo otto anni.

## Statistiche di squadra

### Finali
| Edizione  | Data             | Vincitore        | Punteggio        | Finalista        | Sede finale                          | Spettatori |
| --------- | ---------------- | ---------------- | ---------------- | ---------------- | ------------------------------------ | ---------- |
| 1996-97   | 26 gennaio 1997  | Bourgoin-Jallieu | 18 – 9           | Castres          | Stade de la Méditerranée, Béziers    | 10 000     |
| 1997-98   | 1º febbraio 1998 | Colomiers        | 43 – 5           | Agen             | Stadio Ernest-Wallon, Tolosa         | 12 500     |
| 1998-99   | 27 febbraio 1999 | Montferrand      | 35 – 16          | Bourgoin-Jallieu | Stadio di Gerland, Lione             | 31 986     |
| 1999-2000 | 27 maggio 2000   | Pau              | 34 – 21          | Castres          | Stadio Ernest-Wallon, Tolosa         | 6 000      |
| 2000-01   | 27 maggio 2001   | Harlequins       | 42 – 33          | Narbonne         | Madejski Stadium, Reading            | 10 013     |
| 2001-02   | 26 maggio 2002   | Sale Sharks      | 25 – 22          | Pontypridd       | Kassam Stadium, Oxford               | 12 000     |
| 2002-03   | 25 maggio 2003   | Wasps            | 48 – 28          | Bath             | Madejski Stadium, Reading            | 18 074     |
| 2003-04   | 22 maggio 2004   | Harlequins       | 27 – 26          | Montferrand      | Madejski Stadium, Reading            | 13 123     |
| 2004-05   | 21 maggio 2005   | Sale Sharks      | 27 – 3           | Pau              | Kassam Stadium, Oxford               | 7 230      |
| 2005-06   | 21 maggio 2006   | Gloucester       | 36 – 34 (d.t.s.) | London Irish     | The Stoop, Londra                    | 12 053     |
| 2006-07   | 19 maggio 2007   | Clermont         | 22 – 16          | Bath             | The Stoop, Londra                    | 10 134     |
| 2007-08   | 25 maggio 2008   | Bath             | 24 – 16          | Worcester        | Kingsholm Stadium, Gloucester        | 16 500     |
| 2008-09   | 24 maggio 2009   | Northampton      | 15 – 3           | Bourgoin-Jallieu | The Stoop, Londra                    | 9 260      |
| 2009-10   | 23 maggio 2010   | Cardiff Rugby    | 28 – 21          | Tolone           | Stadio Vélodrome, Marsiglia          | 48 990     |
| 2010-11   | 20 maggio 2011   | Harlequins       | 19 – 18          | Stade français   | Cardiff City Stadium, Cardiff        | 12 236     |
| 2011-12   | 18 maggio 2012   | Biarritz         | 21 – 18          | Tolone           | The Stoop, Londra                    | 9 376      |
| 2012-13   | 17 maggio 2013   | Leinster         | 34 – 13          | Stade français   | RDS Arena, Dublino                   | 20 396     |
| 2013-14   | 23 maggio 2014   | Northampton      | 30 – 16          | Bath             | Cardiff Arms Park, Cardiff           | 12 483     |
| 2014-15   | 1º maggio 2015   | Gloucester       | 19 – 13          | Edimburgo        | The Stoop, Londra                    | 14 316     |
| 2015-16   | 13 maggio 2016   | Montpellier      | 26 – 19          | Harlequins       | Parco Olimpico, Lione                | 28 556     |
| 2016-17   | 12 maggio 2017   | Stade français   | 25 – 17          | Gloucester       | Murrayfield, Edimburgo               | 24 494     |
| 2017-18   | 11 maggio 2018   | Cardiff Rugby    | 31 – 30          | Gloucester       | San Mamés, Bilbao                    | 32 543     |
| 2018-19   | 10 maggio 2019   | Clermont         | 36 – 16          | La Rochelle      | St James' Park, Newcastle            | 28 438     |
| 2019-20   | 16 ottobre 2020  | Bristol          | 32 – 19          | Tolone           | Stade Maurice David, Aix-en-Provence | 1 000      |
| 2020-21   | 21 maggio 2021   | Montpellier      | 18 – 17          | Leicester        | Stadio di Twickenham, Londra         | 10 000     |
| 2021-22   | 27 maggio 2022   | Lione            | 30 – 12          | Tolone           | Stadio Vélodrome, Marsiglia          | 51 431     |
| 2022-23   | 19 maggio 2023   | Tolone           | 41 – 19          | Glasgow Warriors | Aviva Stadium, Dublino               | 31 514     |
| 2023-24   | 24 maggio 2024   | Sharks           | 36 – 22          | Gloucester       | Tottenham Hotspur Stadium, Londra    | 34 761     |
| 2024-25   | 23 maggio 2025   | Bath             | 37 – 12          | Lione            | Millennium Stadium, Cardiff          | 36 705     |

### Albo d'oro per federazione
| Federazione | Vittorie | Finali | Vincitori                                                                                        | Finalisti                                                                                                   |
| ----------- | -------- | ------ | ------------------------------------------------------------------------------------------------ | --- |
| Inghilterra | 13       | 9      | Harlequins (3) Bath (2) Gloucester (2) Northampton (2) Sale Sharks (2) Bristol Wasps             | Bath (3) Gloucester (3) Harlequins London Irish Leicester Worcester                                         |
| Francia     | 11       | 16     | Clermont (3) Montpellier (2) Bourgoin-Jallieu Stade français Pau Biarritz Colomiers Lione Tolone | Tolone (4) Bourgoin-Jallieu (2) Stade français (2) Castres (2) Pau Agen Clermont Lione Narbonne La Rochelle |
| Galles      | 2        | 1      | Cardiff Rugby (2)                                                                                | Pontypridd                                                                                                  |
| Irlanda     | 1        | –      | Leinster                                                                                         | – |
| Sudafrica   | 1        | –      | Sharks                                                                                           | – |
| Scozia      | –        | 2      | –                                                                                                | Edimburgo Glasgow Warriors                                                                                  |